# Hollywood Vampires
Hollywood Vampires (укр. Голлівудські Вампіри) — американський рок супергурт створений в 2015 році Елісом Купером,  Джонні Деппом і Джо Перрі  в пам'ять про музику рок зірок, які загинули під час інцидентів в 1970-х. Назва гурту пішла від «The Hollywood Vampires», знаменитого клубу створеного Купером в 1970-х. До членів клубу входили Джон Леннон з The Beatles і Кіт Мун з The Who.
Вони випустили перший альбом, Hollywood Vampires (2015), з такими гостями: Пол Маккартні, Дейв Ґрол, Джо Волш, і Крістофером Лі зіркою фільму Дракула та ін. Купер і Перрі обговорюють плани щодо майбутнього концертного альбому, відмітивши що у Деппа дещо інші плани і графік роботи.

## Походження

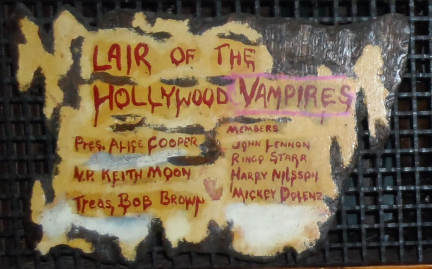
Плакат у барі «Rainbow Bar and Grill», у Західному Голлівуді, який вшановує бар «The Hollywood Vampire».

## Живі виступи
Дебют гурту вживу відбувся в нічному клубі Roxy Theatre, в Західному Голлівуді, 16 і 17 вересня 2015 року. Трьом основним членам гурту акомпанували — бас гітарист Дафф Мак Каган, барабанщик Метт Сорум, ритм-гітарист Томмі Генріксен і Брюс Віткін на соло гітарі. Гостями виконавців в обидва вечори були Том Морелло, Зак Старкі, Kesha, та інші, а також другого дня завітав Мерілін Менсон. Наступного тижня гурт виступив на бразильскому фестивалі «Rock in Rio»(Рок в Ріо) 24 вересня 2015 і вживу транслювалися на AOL.Гостями гурту були Ліззі Хейл, Зак Старкі, Андреас Кіссер.[джерело?]

## Дискографія
- Hollywood Vampires (2015)
- Rise (2019)

## Офіційні сайти
- Офіційний сайт
- Hollywood Vampires [Архівовано 24 вересня 2016 у Wayback Machine.] at AllMusic
- Hollywood Vampires [Архівовано 10 березня 2016 у Wayback Machine.] discography at Discogs